# Andrena sagarmathana
Andrena sagarmathana är en biart som beskrevs av Osamu Tadauchi och Matsumura 2007. Andrena sagarmathana ingår i släktet sandbin, och familjen grävbin. Inga underarter finns listade i Catalogue of Life.